# Kipansalo
Kipansalo är en ö i Finland. Den ligger i sjön Riistavesi och i kommunen Kuopio i den ekonomiska regionen  Kuopio ekonomiska region  och landskapet Norra Savolax, i den centrala delen av landet, 300 km nordost om huvudstaden Helsingfors. Öns area är 3,14 kvadratkilometer och dess största längd är 4,6 kilometer i sydöst-nordvästlig riktning.